# Vohemar (stad)
Vohemar is een stad in Madagaskar, gelegen in de regio Sava.

## Geschiedenis
Tot 1 oktober 2009 lag Vohemar in de provincie Antsiranana. Deze werd echter opgeheven en vervangen door de regio Sava. Tijdens deze wijziging werden alle autonome provincies opgeheven en vervangen door de in totaal 22 regio's van Madagaskar.

## Infrastructuur
Naast het basisonderwijs biedt de stad zowel middelbaar als hoger onderwijs aan. Tevens beschikt de stad over haar eigen luchthaven een haven en een ziekenhuis.

## Economie
Landbouw en veeteelt biedt werkgelegenheid aan respectievelijk 20% en 5% van de beroepsbevolking. Het belangrijkste gewas in Vohemar is cassave, terwijl andere belangrijke producten pinda's, maïs en rijst betreffen. In de industriële en dienstensector werkt respectievelijk 20% en 45% van de bevolking. Daarnaast werkt 10% van de bevolking in de visserij.